# Brugmansia insignis
Brugmansia insignis är en potatisväxtart som först beskrevs av Barb-rodr., och fick sitt nu gällande namn av T.E. Lockwood och E. Wade Davis. Brugmansia insignis ingår i släktet änglatrumpeter, och familjen potatisväxter. Inga underarter finns listade i Catalogue of Life.